# Macromia katae
Macromia katae là loài chuồn chuồn trong họ Macromiidae. Loài này được Wilson miêu tả khoa học đầu tiên năm 1993.